# Dawid Ionowitsch Bronstein
Dawid Ionowitsch Bronstein (russisch Давид Ионович Бронштейн; wiss. Transliteration David Ionovič Bronštejn, international übliche Schreibweise David Bronstein; * 19. Februar 1924 in Bila Zerkwa, Ukrainische SSR; † 5. Dezember 2006 in Minsk, Belarus) war ein sowjetischer Schachgroßmeister.

## Leben und Turniererfolge
Dawid Bronstein wuchs in einem jüdischen Elternhaus auf, er war der einzige Sohn eines Mühlenverwalters und einer Ärztin. Sein Vater wurde im Dezember 1937 während der Stalinschen Säuberungen verhaftet und kehrte erst im Februar 1944 mit gebrochener Gesundheit aus der Lagerhaft zurück.
Bronsteins Talent trat schon in sehr jungen Jahren zu Tage. Er wurde im Rahmen der Sowjetischen Schachschule von Alexander Konstantinopolski trainiert. Bereits 1937 wurde Bronstein Zweiter der ukrainischen Meisterschaft, 1939 gewann er sie. 1941 erhielt er den sowjetischen Meistertitel. Im gleichen Jahr musste er vor den Deutschen aus Kiew fliehen, wurde aber aufgrund schlechten Sehvermögens nicht zum Dienst in der Roten Armee herangezogen. Im Jahr 1944 erregte er Aufsehen durch einen Sieg über den späteren Weltmeister Michail Botwinnik. 1945 wurde er Dritter der UdSSR-Meisterschaft. 1948 gewann er das Interzonenturnier in Saltsjöbaden und kam 1948 und 1949 jeweils auf den geteilten ersten Platz bei der UdSSR-Meisterschaft.
Im Kandidatenturnier 1950 gelang es ihm in der letzten Runde, den bis dahin führenden Großmeister Boleslawski einzuholen, was einen Stichkampf zur Folge hatte. Nach den regulären zwölf Partien stand der Wettkampf wiederum unentschieden. Das Reglement sah für diesen Fall vor, dass die nächste Siegpartie entscheiden sollte. Nach einem Remis in der 13. Partie gelang es Bronstein in der 14. Partie, mit den schwarzen Steinen den entscheidenden Sieg zu erringen.
Aufgrund dieses Erfolges war Bronstein im Jahr 1951 der Herausforderer von Weltmeister Botwinnik, der das Weltmeisterschaftsturnier von 1948 gegen Wassili Smyslow, Paul Keres, Samuel Reshevsky und Max Euwe für sich hatte entscheiden können. In dem auf 24 Partien angelegten Weltmeisterschaftskampf führte Bronstein nach 22 Partien mit 11,5:10,5. In der vorletzten Partie musste er sich jedoch geschlagen geben und konnte auch die letzte Partie nicht gewinnen, so dass Botwinnik mit dem Unentschieden (12:12) seinen Weltmeistertitel verteidigt hatte. Es gab immer wieder Gerüchte, dass Bronstein von Staatsfunktionären unter Druck gesetzt worden sei, das Match absichtlich zu verlieren. Er selbst äußerte sich später in der Öffentlichkeit ausweichend darüber.
Im Jahr 1953 wurde er beim Kandidatenturnier Zweiter hinter Wassili Smyslow. Bronsteins Turnierbuch, das in deutscher Sprache unter dem Titel Sternstunden des Schachs (1991, ISBN 3-328-00428-9) erschien, zählt wegen der Qualität seiner Partiekommentare zu den besten Werken der Schachliteratur. 1955 gewann er in Göteborg nochmals ein Interzonenturnier, konnte sich beim Kandidatenturnier 1956 in Amsterdam aber nicht mehr für einen Weltmeisterschaftskampf qualifizieren.
Bronstein nahm weiterhin an vielen bedeutenden Turnieren teil, darunter den Interzonenturnieren 1958 in Portorož, 1964 in Amsterdam und 1973 in Petrópolis. Stadtmeister von Moskau wurde er 1946, 1953, 1957, 1961, 1968 und 1982. Seine letzte UdSSR-Meisterschaft spielte er 1975 in Jerewan.

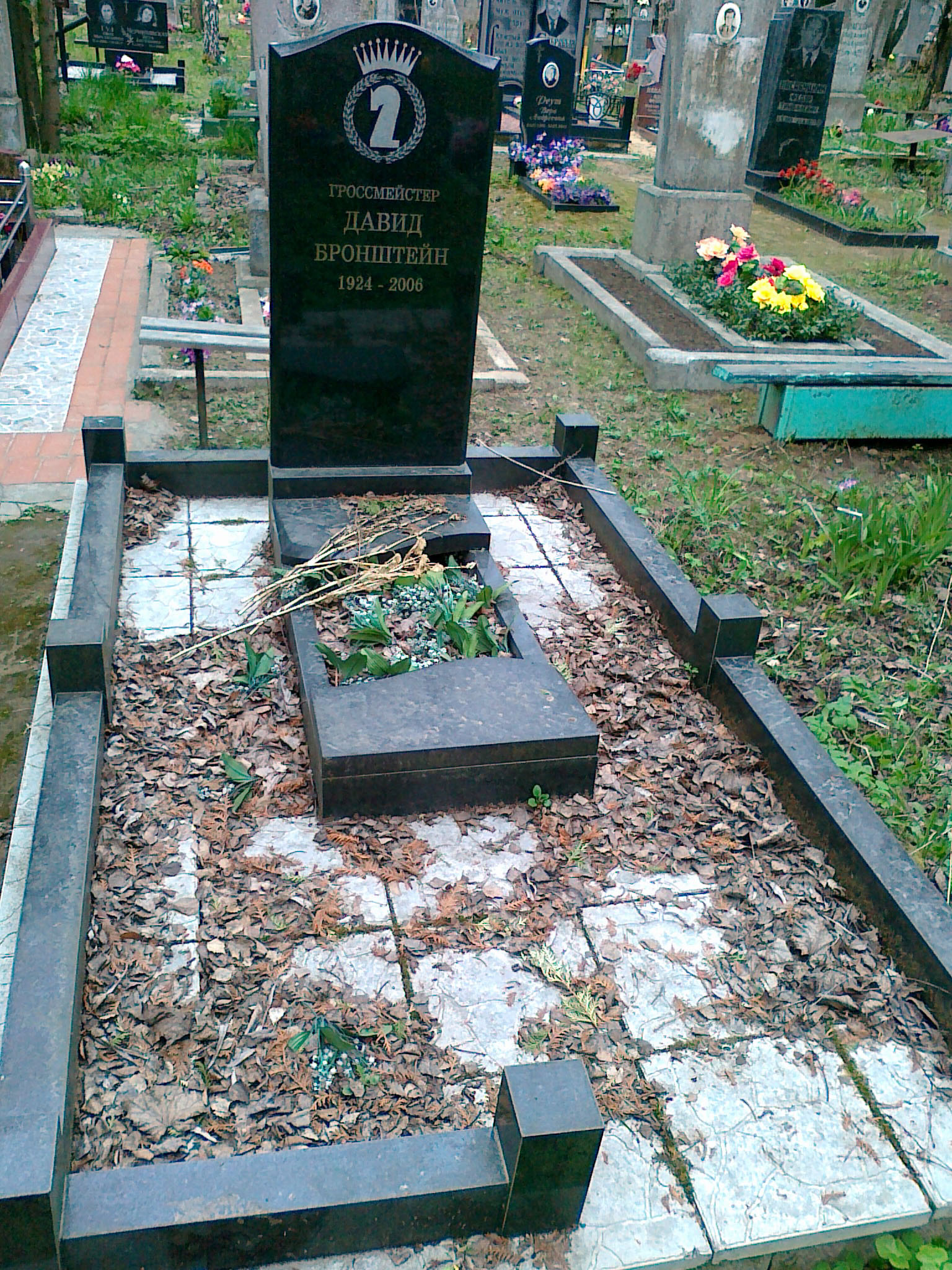
Bronsteins Grab

Im Jahr 1976 weigerte er sich, eine Resolution gegen den emigrierten Viktor Kortschnoi zu unterzeichnen und wurde dafür durch die sowjetische Sportführung mit einem 14 Jahre währenden Reiseverbot ins westliche Ausland belegt.
Anfang der 1990er Jahre spielte er als einer der ersten Großmeister zahlreiche Partien gegen Schachcomputer, unter anderem bei den AEGON-Turnieren in Den Haag. In dem stark besetzten Turnier von Hastings 1994/95 erlangte Bronstein den geteilten 1.–4. Preis und verkündete anschließend seinen Rücktritt vom Turnierschach.
Mit seiner besten historischen Elo-Zahl von 2792 lag er im Juni 1951 auf Platz 1 der Weltrangliste.
Bronstein pflegte einen sehr dynamischen Stil und fühlte sich insbesondere in komplizierten Stellungen wohl. Er spielte „romantische“ Eröffnungen wie das Königsgambit, bereicherte aber auch moderne Systeme wie die Königsindische Verteidigung mit vielen Ideen. Bronstein komponierte außerdem insgesamt acht Studien, die zwischen 1948 und 1997 publiziert wurden.
Ab 1984 war Bronstein mit Tatjana Boleslawskaja (* 1946), der Tochter von Isaak Boleslawski, verheiratet.

## Mannschaftsschach
Mit der sowjetischen Nationalmannschaft gewann Bronstein die Schacholympiaden 1952, 1954, 1956 und 1958. Er erreichte außerdem 1952 am vierten Brett sowie 1956 und 1958 jeweils am dritten Brett das beste Einzelergebnis, 1954 gelang ihm das zweitbeste Einzelergebnis am vierten Brett. Die Mannschaftseuropameisterschaft gewann er 1957 und 1965.
In der sowjetischen Vereinsmeisterschaft spielte er 1952 sowie bei allen sieben Austragungen von 1968 bis 1982 am Spitzenbrett von Dinamo.

## Partiebeispiele
|   | a | b | c | d | e | f | g | h |   |
| 8 |   |   |   |   |   |   |   |   | 8 |
| 7 |   |   |   |   |   |   |   |   | 7 |
| 6 |   |   |   |   |   |   |   |   | 6 |
| 5 |   |   |   |   |   |   |   |   | 5 |
| 4 |   |   |   |   |   |   |   |   | 4 |
| 3 |   |   |   |   |   |   |   |   | 3 |
| 2 |   |   |   |   |   |   |   |   | 2 |
| 1 |   |   |   |   |   |   |   |   | 1 |
|   | a | b | c | d | e | f | g | h |   |

In dieser Stellung ist die Aufgabe des Weißen nicht einfach. Es fand sich jedoch ein „genialer, echt Bronsteinscher Einfall“.

1. g3–g4+!! Kf5xg4

2. a5–a6 e6–e5?

Minić tappt in Bronsteins Falle. Mit 2. … Kf5 hätte er noch Widerstand leisten können.

3. Tb7–c7 Tc3–b3

4. Tc7xc6 Tb3xb4

5. a6–a7

Schwarz gab auf. Nach 5. … Ta4 hätte Bronstein mit dem Ablenkungsopfer 6. Tc4+ die Umwandlung erzwungen. Der Sinn des ersten Zuges war es, dieses Opfer vorzubereiten.
- Siehe auch: Bronstein - Geller, Moskau, 1961

## Nachwirkung
Auf eine Anregung Bronsteins geht die Regel zurück, dass man nur unmittelbar mit Ausführung eines Zuges Remis anbieten darf.
Außerdem entwickelte er maßgebliche Gedanken zur Abschaffung von Hängepartien durch neue Konzepte der Bedenkzeitregelung, die Schach für Zuschauer attraktiver machen sollten. Beim sogenannten Bronstein-Modus erhält der Spieler neben der Grundbedenkzeit für jeden Zug eine Zeitgutschrift, kann diese aber im Gegensatz zum Fischer-Modus nicht akkumulieren.

## Werke
- Bronsteins Schachlehre. Wege zum erfolgreichen Spiel. Sportverlag, Berlin 1989, ISBN 3-328-00290-1.
- Erfolgreiche Schachlehre. Eröffnungs- und Mittelspielstrategie. Falken-Verlag, Niedernhausen 1989, ISBN 3-8068-0991-7.
- Sternstunden des Schachs. Zürich 1953. Sportverlag, Berlin 1991, ISBN 3-328-00428-9.
- mit Tom Fürstenberg: Der Zauberlehrling. Die hohe Kunst des Schachs – aus dem Schaffen David Bronsteins. Edition Olms, Zürich 1997, ISBN 3-283-00326-2.
- mit Sergey Voronkov: Secret Notes. Edition Olms, Zürich 2007, ISBN 978-3-283-00464-4.
- David Bronstein: Das Kandidatenturnier : Zürich 1953, Joachim Beyer Verlag, Eltmann 2017, ISBN 978-3-95920-040-0.